# Miguel Antonio de la Gándara
Miguel Antonio de la Gándara Pérez o Abate de Gándara (Liendo, Cantabria, 1719 - Pamplona, Navarra, 1783) fue un abate, ensayista y economista español. Conocido por «Apuntes sobre el bien y el mal en España», escritos en 1762 por encargo de Carlos III. 

## Biografía
Miguel Antonio de la Gándara nació en 1719 en el municipio cántabro de Liendo. Fue educado por los jesuitas, su primer escrito fue «Simples memorias sobre el buen uso del nuevo Concordato», ya que estuvo presente en la negociación del Concordato de 1753; debido a que era ministro plenipotenciario de Fernando VI en Roma.
En 1762 escribió «Apuntes sobre el bien y el mal en España»  por encargo de Carlos III, aunque no fueron publicados hasta 1811 en Valencia. Antonio de la Gándara utilizó un estilo clásico para enfrentarse a los problemas contemporáneos con un espíritu didáctico propio del siglo XVIII, propuso planes de reforma ante múltiples temas para el "engrandecimiento del rey, al aumento de su poder, al acrecentamiento del erario, a la abundancia de los pueblos, a la felicidad pública y al bien común de la patria".
Fue un destacado seguidor del Marqués de la Ensenada y en 1766 participó en el Motín de Esquilache, tras esto fue encarcelado en Pamplona, donde falleció en 1783.

## Ideología
De la Gándara defendía el predominio del poder político en un estado sin intromisión de la Santa Sede. Conocedor de los economistas franceses, su pensamiento estaba entre el mercantilismo y el liberalismo económico.

## Obras publicadas
Algunos escritos de Miguel Antonio de la Gándara son:
- Simples memorias sobre el buen uso del nuevo Concordato
- Discurso (...) sobre la Ortografía castellana
- Apuntes sobre el bien y el mal en España
- Plan de los artículos que forman el Sistema Universal de gobierno
- El lujo en su luz
- Voltaire refutado